# شيخ بابا
شيخ‌ بابا هي قرية في مقاطعة ملكان، إيران. عدد سكان هذه القرية هو 436 في سنة 2006.